# Instituto Laue-Langevin

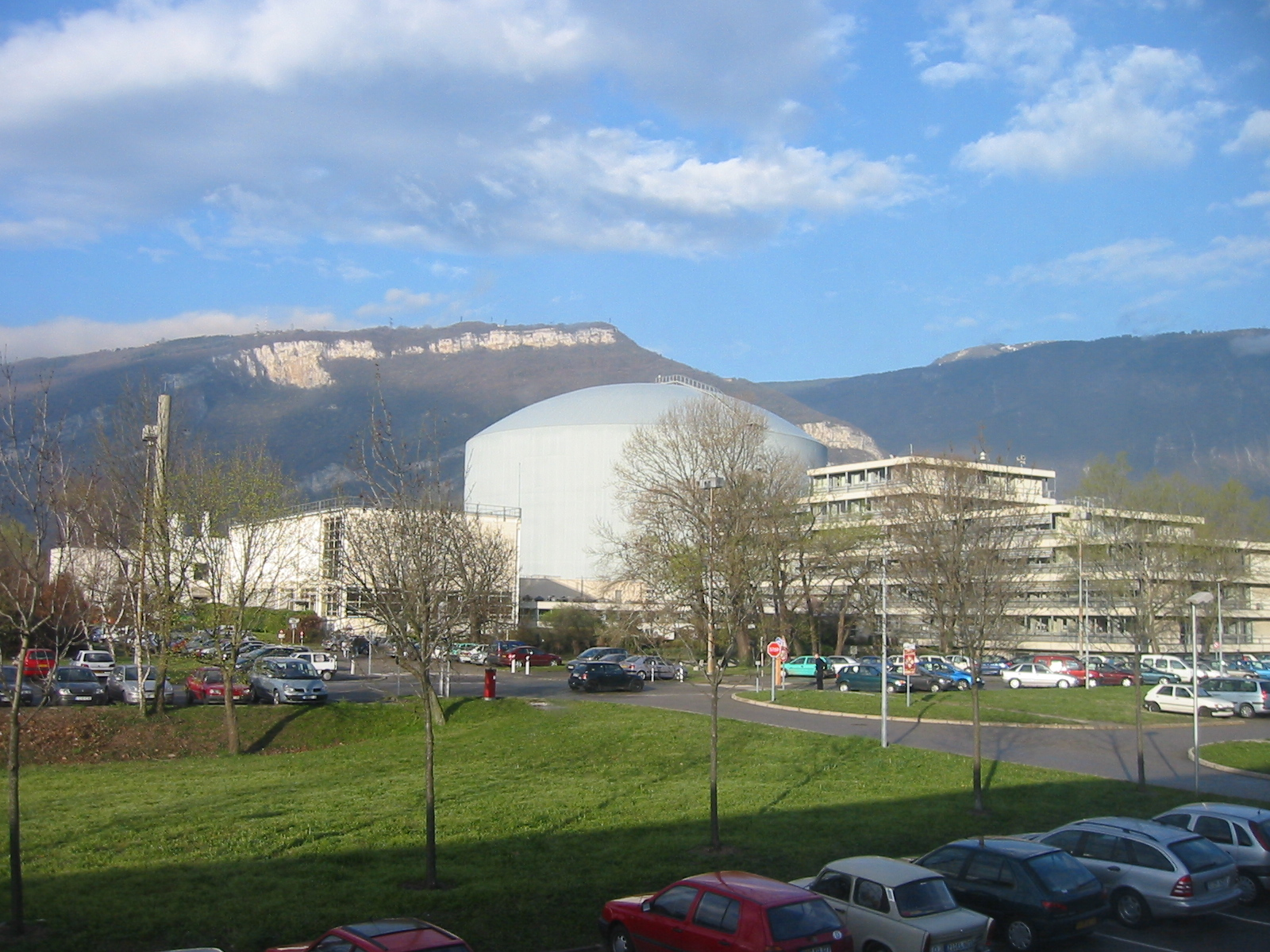
Instituto Laue-Langevin

El Instituto Laue-Langevin (Institut Laue-Langevin o ILL), llamado así en honor de los físicos Max von Laue y Paul Langevin es un organismo internacional de investigación situado en Grenoble, que posee una de las fuentes de neutrones más intensas del mundo.  El instituto  fue fundado en 1967 por Francia y Alemania. A estos dos países se les unió el Reino Unido en 1973. La administración y financiación corre a cargo de las tres naciones a partes más o menos iguales.
Más tarde se  asociaron España (1987), Suiza (1988), Austria (1990), Rusia (1996), Italia (1997), República Checa (1999), Hungría y Suecia (2005), Bélgica y Polonia (2006), Eslovaquia (2009) y La India (2011). Estos miembros asociados contribuyen a los costos operacionales de la instalación.

## Ubicación
El ILL está situado junto la Instalación Europea de Radiación Sincrotrón y el Laboratorio Europeo de Biología Molecular, en el Polígono Científico de Grenoble. Desde 2010 el recinto recibe el nombre «EPN (European Photon and Neutron) science campus». El ILL es un miembro fundador de la asociación grenoblesa GIANT (Grenoble Innovation for Advanced New Technologies o «Innovación de Grenoble para Nuevas Tecnologías Avanzadas»).

## Instalación

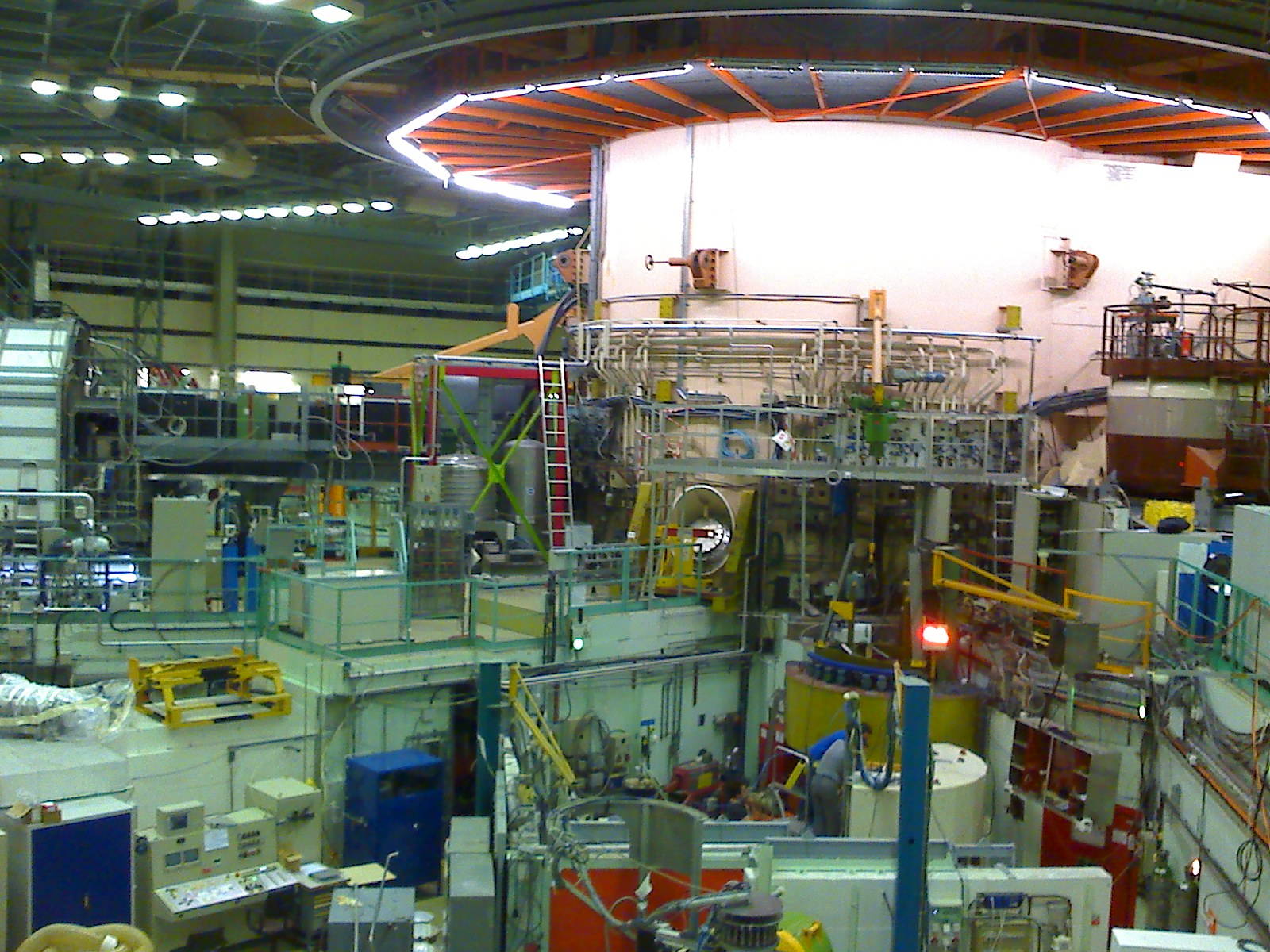
La sala del reactor

El ILL contiene un reactor nuclear de alto flujo o HFR, —acrónimo de High Flux Reactor— de 58 MW, dedicado a la producción de neutrones con fines científicos. El haz continuo de neutrones emitido por el reactor interactúa con los átomos que encuentra a su paso, lo que permite estudiar las propiedades y estructuras de todo tipo de materiales. Actualmente es la fuente de neutrones más intensa del mundo y un instrumento  de gran importancia para la comunidad  científica internacional.
Existe una cuarentena de instrumentos repartidos alrededor del reactor para realizar diversos tipos de experimentos en campos comprendidos desde la física fundamental a la biología, incluidas la cristalografía, la química o la ciencia de materiales.
El instituto presta un servicio a usuarios que reciben permiso para utilizar reactor para sus experimentos, poniendo a su disposición el equipo para grabar datos y un personal experimentado consistente de científicos y técnicos. Las solicitudes de los usuarios son evaluadas por un comité de expertos. Más del 90 % de los experimentos son realizados por investigadores de institutos, centros de investigación o universidades de países miembros. El tiempo de utilización del reactor está determinado por la contribución del país donde trabajan. En total, unos 1800 investigadores provenientes de 45 países utilizan la fuente de neutrones para 800 experimentos cada año.

## Personal
El ILL está constituido como una sociedad civil, regida como tal por la ley laboral francesa. Sus empleados son miembros del sector privado, con condiciones de trabajo estipuladas por un convenio colectivo propio.
El instituto cuenta con 480 empleados, entre ellos setenta científicos, una veintena de doctorandos, más de doscientos ingenieros y técnicos, cincuenta administrativos y seis especialistas en salud laboral. Los científicos empleados del ILL tienen tres funciones: La ayuda a los usuarios externos, el desarrollo de la instrumentación y la investigación en sus propios proyectos. Son expertos tanto en un campo científico particular, como  magnetismo, física de partículas, biología, etc y en el uso de neutrones. El 65 % de los empleados son franceses; los alemanes son un 12 %, al igual que los británicos.